# Райнфельдт, Йон Фредрик
Йон Фре́дрик Ра́йнфельдт (вариант написания фамилии — Рейнфельдт; швед. John Fredrik Reinfeldt МФА: [ˈfreːdrɪk ˈrajnfɛlt]о файле; род. 4 августа 1965[…], Эстерханинге, Стокгольм) — шведский государственный и политический деятель, премьер-министр Швеции с 2006 по 2014 год.

## Ранние годы
Родился в 1965 году в Стокгольме, был старшим из трёх детей в семье. В возрасте 11 лет Райнфельдт стал председателем школьного совета. По окончании школы служил в армии, где стал представителем своего полка в конгрессе новобранцев шведских вооружённых сил. После этого учился в Стокгольмском университете по специальности «Экономика и бизнес». Там он возглавил студенческую партию «Borgerliga Studenter — Opposition '68». Окончил вуз в 1990 году.

## Начало карьеры
В 1983 году 18-летний Райнфельдт вступил в молодёжное крыло Умеренной коалиционной партии Швеции (УКПШ). Став его лидером в 1990-м, в 1991 году он был избран в шведский парламент — риксдаг. В 2001—2002 годах был главой парламентского комитета по праву.
На выборах 2002 года его партия набрала чуть более 15 % голосов, показав худший за тридцать лет результат. Руководство УКПШ было вынуждено уйти в отставку, и 25 октября 2003 Райнфельдт был избран её лидером. Под его руководством политическая ориентация партии сместилась в сторону центра. Неофициально её члены даже стали именовать себя «новыми умеренными». Райнфельдт в отличие от своих предшественников был менее критичен в отношении так называемой «шведской модели социализма». Он предложил внести ряд изменений в существующую систему — например, снизить налог на малоимущих и сократить пособие по безработице с целью заставить безработных заняться более интенсивным поиском трудоустройства.
На парламентских выборах 2006 года Фредрик Райнфельдт возглавил широкую коалицию «Альянс за Швецию» в составе умеренных, либералов, центристов и христианских демократов.
Альянс выиграл выборы с перевесом менее чем в два процента голосов.

## Премьер-министр
Сразу после парламентских выборов 17 сентября 2006 года спикер риксдага Бьёрн фон Сюдов обратился к Райнфельдту с предложением сформировать правительственную коалицию на базе «Альянса за Швецию». Как отметил тогда сам Райнфельдт, впервые за долгие годы Швеция стояла на пороге формирования кабинета большинства. 4 октября новый спикер парламента Пер Вестерберг внёс кандидатуру лидера парламентской коалиции на пост премьер-министра Швеции. На следующий день Райнфельдт был избран на эту должность 175 голосами за при 169 голосах против. 41-летний Райнфельдт стал третьим самым молодым премьером в истории королевства.
С 1 июля 2009 года по 1 декабря 2009 года он возглавлял Европейский совет, пока Швеция являлась председателем Совета Евросоюза. «Примем вызов» — таков был лозунг Райнфельдта во время президентства его страны в ЕС. Премьер-министр и его команда способствовали вырабатыванию общеевропейской политики в вопросе загрязнения окружающей среды, добивались принятия Лиссабонского договора, — несмотря на трудности, с которыми этот процесс сталкивался в Ирландии и Чехии. Фредрик Райнфельдт также открыто выступал за вступление Турции в Европейский союз, в связи с чем подвергался критике со стороны других европейских лидеров. В целом Швеция при Райнфельдте повернулась лицом к Европе и США, а Умеренная коалиционная партия даже высказалась в пользу вступления Швеции в еврозону и НАТО.
После победы на парламентских выборах 19 сентября 2010 года Райнфельдт снова возглавил коалиционное правительство, на этот раз — правительство меньшинства.
«Альянс за Швецию» потерпел поражение на парламентских выборах 14 сентября 2014 года.

## Семья
В марте 2012 года развёлся с женой Филиппой Райнфельдт после 20 лет брака. Имеет троих детей.